# Gibran Lajud
Manuel Gibran Lajud Bojalil (Città del Messico, 25 dicembre 1993) è un calciatore messicano, di origini libanesi, portiere del Guanacasteca.

## Carriera

### Club
Ha giocato nella massima serie messicana con il Club Tijuana.

### Nazionale
Ha giocato una partita con la nazionale messicana Under-20 e 5 partite con l'Under-23